# S/2004 S 24
S/2004 S 24 es un satélite natural de Saturno, y el satélite prógrado más externo conocido. Su descubrimiento fue anunciado por Scott S. Sheppard, David C. Jewitt y Jan Kleyna el 8 de octubre de 2019 a partir de observaciones tomadas entre el 12 de diciembre de 2004 y el 22 de marzo de 2007.
S/2004 S 24 tiene unos 3 kilómetros de diámetro y orbita a Saturno a una distancia promedio de 22,901 Gm en 1294,25 días, con una inclinación de 35,5° a la eclíptica, en dirección prógrada y con una excentricidad de 0,085. Debido a que su inclinación es similar a la de los cuatro miembros conocidos del Grupo Gálico, S/2004 S 24 podría pertenecer a este grupo. Sin embargo, su órbita es mucho más distante, lo que pone en duda esta clasificación. Bien podría estar en un grupo propio.